# 李俊燮
李 俊燮（イ・ジュンソプ、朝鮮語: 이준섭、1933年10月26日 - 2015年1月4日）は、大韓民国の政治家、実業家。元中央情報部幹部、第10代韓国国会議員。
本貫は新平李氏。キリスト教徒。

## 経歴
日本統治時代の忠清南道燕岐郡に生まれた。浦項水産大学初級卒、延世大学校行政大学院修了。海兵大領として予備役に編入し、中央情報部総務課長・情報課長・保安課長、中央情報部総務局副局長・局長代理、中央情報部忠南支部長・忠北支部長（管理官）、在郷軍人会忠南支部顧問、韓国労総忠南協議会顧問、韓国婦人会忠南支部顧問、マウル金庫連合会忠南支部顧問を歴任した。
1978年12月12日に実施された第10代総選挙に民主共和党の公認で立候補して当選し、国会議員となった。その他に民主共和党燕岐・大徳・錦山地区委員長、民主共和党国会院内総務、社団法人韓国産業安全協会会長、韓国石油開発公社副社長、韓国送油管公社社長、大韓送油管公社社長を歴任した。
2015年1月4日、82歳で死去した。